# Sklandrausis

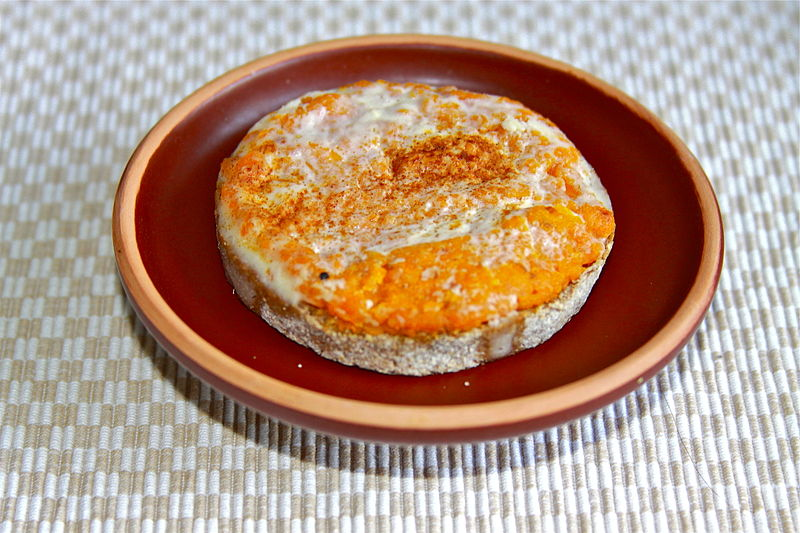
Un sklandrausis

El sklandrausis es un plato tradicional de la gastronomía letona que tiene origen livoniano. Se trata de un pastel dulce hecho con centeno, masa, rellenado con patata o zanahoria y sazonado con alcaravea. Se puede servir como entrante o como plato principal y es típico de muchas celebraciones de dicho país. En 2013 fue reconocido como especialidad tradicional por la Comisión Europea.